# 赵瞻
赵瞻（1019年—1090年），字大观，其先亳州永城（今河南省永城市）人。北宋大臣。父亲赵刚，官至太子宾客，迁居凤翔府盩厔县（今陕西省周至县）。
赵瞻举进士第，调任孟州司户参军，转任万泉令。捐出圭田修建学宫，士子从远处而来。改知夏县，设八监堂，写下古代贤能县令县长的政绩来监督自己。又作为秘书丞知永昌县，修筑六堰灌溉农田，每年减少聚敛数十万，因为用水的纷争被平息，百姓把他比作召信臣与杜诗。升任太常博士，知威州。赵瞻以威州、茂州群獠族杂居，地险难守，不如合并在汶川建州，条著详细，为《西山别录》。后熙宁年间，朝廷经营西南，以赵瞻的著作作为参考。
转任尚书屯田员外郎。宋英宗治平初年，由都官员外郎转任侍御史。上疏説：“英明决策獨立教化，是君主最高的權力。审慎地運用最高权力，应当管理天下的大事，考察天下的正论，如此而后权可专。如有積累很久的弊端，陛下考慮。在赏罰施设方面的失誤，能够除去的就除去；号令言語行動方面的失誤，能够停止的就停止。依靠宰相發揮作用，應該察看他的效果；清楚台谏的才能，应當相信他們。兵权當從宦官手中削弱，邊防之事該交给老將。使用权力不能一意孤行，应該尊從天下人的愿望。”英宗于是稱赞他。
很久後，英宗派内侍王昭明等四人为陕西诸路钤辖，招納安抚各部。赵瞻認爲唐朝用宦官为观军容、宣慰等使，後代不能如此，应该追还内侍，任用守臣，多次向上奏疏，言辞非常激切。当时文彦博、孙沔经略西夏，另派冯京安抚诸路，趙瞻又请罢免冯京的使臣職務，专門委派宿将。西夏人入侵王官，庆州抚帅孙长卿不能抵御，加孙长卿集贤院学士，赵瞻说孙长卿当罢黜不当赏，赏罚倒置。京东盗贼多次起事，赵瞻请换掉防守曹州、濮州没有能力的大臣，没有结果。于是求退，力言追回王昭明等人，英宗改變了态度，接納了他的意見。
治平二年（1065年）秋，京城發大水，下诏百官上奏論事，奏章大多留在宫中。赵瞻请請求“把奏章都拿出來，交给兩省详细选择後上报”，英宗听從了他的意見。当时议論追崇濮安懿王，赵瞻引用引用汉朝师丹、董宏的事例，对他的属下薛温其说：“事情將要像這樣，我一定以死相争，才是我的職責。”中书请称安懿王为父王，赵瞻争論：“仁宗已經明白地下诏把陛下当作儿子，议论的人被礼仪中由谁所生由谁所养的名分所迷惑，妄加责难，他們明明知道礼仪中没有为兩父服喪的道理，来混乱真實含義。而且文中说道被遗弃的妻子和被休弃的母亲，被遗弃就不是妻子，被休弃以後也不是母亲了，辞穷直书，怎能据以决断大事？我求和他們庭辨，以定是非曲直。”不久皇太后手书尊王为皇，赵瞻叹道：“以前太后激烈地责备大臣，议論得以停止。現在奸臣和宦官勾結，为了自己的目的，把过错推給至尊，我和首倡大臣，不能共存。”因而又全力陈述。
当时趙瞻代理太常少卿迎接契丹贺正使，入朝對答，英宗问到前面的事情，趙瞻回答說：“陛下是仁宗的儿子，而濮王又称皇考，则是兩個父亲，兩個父亲是不符合礼制的。”英宗说：“御史你曾見過我想稱濮王为皇考嗎？”趙瞻回答：“这是大臣的意見，陛下不曾自己説过。”英宗说：“这是中書的过错，我几岁的時候，就被先帝收养为儿子，怎敢称濮王为父？”趙瞻回答：“臣请退传谕中书，下诏明晓天下。”当時好几天天色昏暗，英宗指天對趙瞻說:“天道如此，怎能妄加褒尊。我的主意已定，不用告示天下。”趙瞻回答：“陛下敬畏上天的告诫，不因私事妨害公事，是盛德啊。”等到出使回来，听说吕诲等劝谏濮议都被罢免出朝，就请和他們一起被貶，英宗没有回答。入朝对答，英宗説：“卿想成就关龙逢、比干之名，岂如效法伊尹、傅说？”趙瞻害怕，说：“臣不敢奉诏，使朝廷有罪责相同惩罚不同的批評。”於是通判汾州。
宋神宗即位，升任司封员外郎、知商州，又担任提点陕西刑狱。熙宁三年（1070年），为开封府判官。神宗问：“你知道青苗法便利？”他回答：“青苗法，是唐朝在混乱中實行的，對於搜刮百姓的财物來是便利的。現在要想做长久的打算，對於爱护百姓使他休养生息，實在是不便利。”开始，王安石想让趙瞻帮助自己，许他担任知杂御史。趙瞻没有答应，因此不能留在京城，出任陕西转运副使，改任永兴军转运使。以双亲年老，他请求知同州。熙宁七年（1074年），朝廷担心钱重，討論用交子代替，命令趙瞻谋划。赵瞻说：“有本钱足够依恃，法令可以實行，如果过多地流出空券，是欺骗百姓。”意见和朝廷不相合，改任京西转运使；又以双亲年老没有上任，改到陕州，请求回到乡里，担任提举凤翔太平宫。父亲去世，服完喪，改任易朝请大夫、知沧州。
宋哲宗即位，转任朝议大夫，召为太常少卿，升户部侍郎。元祐三年（1088年），擢升任枢密直学士、签书枢密院事。元祐四年（1089年），以中大夫同知院事。上朝入對時道：“國家政務所急需的是人才。現在大臣选武臣很難迅速了解，请下诏令各路安抚使、转运使推举使臣，把他們的才能進行區别划分，依次列为三等，建立簿册以備选用。”
元丰年間，黄河在小吴决口，北入界河，東流大海。神宗下诏，东流入海的舊道淤泥很高，不能回流，不能再堵塞。开大吴保护北都大名府。這時，都水王令图请求恢复黄河故道，下达执政官討论。赵瞻说:“黄河决口已經有八年，没有形成定论。現在突然進行大工程，需要三十万劳工，二千万木料，我担忧此事。朝廷刚派使臣察看，如果认为河水向東流不便，应该立即听从他們的話，如果认为可以回流，应该制定几年的计划，以便缓和民力。”议论的人又认为黄河入界河北流，失去了中原的险要屏障，之前澶渊之役，如果不是黄河，戰事就不會停止。赵瞻说:“王者恃德不恃险。尧、舜建都蒲、冀，周朝、汉朝建都咸、镐，都历经了数百年，没有听说用黄河來作为抵挡外敌的屏障。澶渊之役，是庙社之灵，章圣皇帝的恩德，將士们的机智勇敢所致，所以敵人的投降，难道是黄河之力？”後來使臣认为使河水東流不方便，水官又求堵塞黄河北流，赵瞻坚决力争，最后下诏停工，听从了赵瞻的意见。
洮、河诸族以青唐首领衰落可以挟制，想靠宋朝的威力废除，边防大臣立即请求發兵。趙瞻説：“不可。駕取外國人要以信爲根本，况且已經任命他爵號，青唐雖然喪失了众人的支持，却没有犯王法，有何理由討伐他？如果這件事不能成功，戰禍就會從此再起。”停止了這件事。趙瞻又上奏废渠阳军，以延缓荆湖民力；請求诏谕西夏让他们归还永乐城遗民，西夏人听命。
元祐五年（1090年），趙瞻卒，时年七十二岁。太皇太后高氏對辅佐大臣説：“可惜呀，他是個忠厚的君子。”宋哲宗親臨哀悼，停止视朝二日。赠银青光禄大夫，谥号懿简。绍圣年间，有人认为他附和元祐大臣，追奪赠官，列入元祐黨籍。
赵瞻著有《春秋论》二十卷，《史记牴牾论》五卷，《唐春秋》五十卷，《奏议》十卷，《文集》二十卷，《西山别录》一卷。有四子：趙孝谌，官至瀛州录事参军；趙献诚，官至唐城令；趙某，早卒；趙彦诒，官至太康主簿。

## 延伸阅读
[在维基数据编辑]
 《宋史·卷341》，出自脱脱《宋史》